# Johann Christoph Schleicher
Johann Christoph Schleicher (26 de febrer 1768 - 27 d'agost 1834) va ser un botànic, briòleg, micòleg, pteridòleg i algòleg suís. D'origen alemany, va fundar un jardí botànic a Bex, i un comerç d'herbari.

## Algunes publicacions[1]
- 1805. Plantae Cryptogamae Helveticae, quas in Locis Earum Natalibus Collegit et Exsiccavit JC Schleicher Cent. 1: ens 1-100. Bex, Suïssa
- 1805. Plantae Cryptogamae Helveticae, quas in Locis Earum Natalibus Collegit et Exsiccavit JC Schleicher Cent. 2: ens 1-100 [101-200]. Bex, Suïssa
- 1805. Plantae Cryptogamae Helveticae, quas in Locis Earum Natalibus Collegit et Exsiccavit JC Schleicher Cent. 3: ens 1-100 [201-300]. Bex, Suïssa
- 1806. Plantae Cryptogamae Helveticae, quas in Locis Earum Natalibus Collegit et Exsiccavit JC Schleicher Cent. 4: ens 1-100 [301-400]. Bex, Suïssa
- 1807. Plantae Cryptogamae Helveticae, quas in Locis Earum Natalibus Collegit et Exsiccavit JC Schleicher Cent. 5: ens 1-100 [401-500]. Bex, Suïssa
- 1815. Catalogus hucusque Absolutus Omnium Plantarum in Helvetia Cis- et Transalpina Sponte Nascentium. Ed 3. 48 pàg. Bex, Suïssa (llegir[Enllaç no actiu])
- 1821. Catalogus hucusque absolutus omnium plantarum in helvetia: quas continuis itineribus in usuam botanophilorum collogit... Ed. Gorrin & Routin. 6 pàg.
- 1821. Catalogus plantarum in Helvetia sis-et transalpina sponte nascentum quas in continuis fere itineribus in usum botanophilorum collegit et summo studio collatione cum celeberrimorum auctorum descriptionibus et iconibus facta rite redegit. 4a ed. Ed. Gorrin & Routin. 64 pàg.

## Honors

### Epònims
- (Sapindaceae) Schleichera Willd.[2]